# Prisztás-gyilkosság
1996. november 1-én Óbudán, a Ladik utcában egy gyilkos lelőtte az autójába beszálló Prisztás József vállalkozót, majd kerékpárral távozott a helyszínről.
A közvélemény e bérgyilkosság dátumához köti a kilencvenes évek alvilági leszámolásainak kezdetét.
A Fővárosi Törvényszék 2015 októberében, a megismételt első fokú eljárásban, nem jogerősen 10 év fegyházbüntetésre ítélte a cselekmény elkövetésével felbujtóként vádolt Portik Tamást. 2016 májusában Portikot jogerősen tizenöt év fegyházra ítélte a Fővárosi Ítélőtábla, súlyosbítva az első fokon kiszabott ítéletet.
Prisztás József a rendszerváltás utáni évek éjszakai életének egyik meghatározó alakja volt. Számos ingatlan fölött rendelkezett, emellett pénzkölcsönzéssel is foglalkozott. Magabiztosságát jelzi, hogy nem fogadott maga mellé testőröket.
A gyilkosság tényének három helyszíni tanúja volt, az elkövető mellett Prisztás József adósa és munkatársa, Fazekas Ferenc, illetve egy közelben dolgozó munkás, az azóta elhunyt D. András.
A vádirat alapján valószínűsíthető, hogy az alvilág bankáraként számon tartott Lakatos András (alias Kisbandi) takarékszövetkezetalapítási szándéka lehetett az eset előzménye. Ő ugyanis ehhez mások mellett Portiktól és Prisztástól is jelentősebb kölcsönt vett fel, fedezetként azonban mindkét hitelezőjének ugyanazt a három ingatlant ajánlotta fel. Miután a pénzintézet alapítása kudarcot vallott, Lakatos a pénzzel távozott az országból. Ekkor Prisztás megüzente Portiknak, hogy két ingatlanra feltétel nélkül igényt tart, a per alatt álló harmadik lehet csak az övé. Ekkor állapodott meg Portik Tamás Fazekas Ferenccel, hogy egy megadott időpontban csalja Óbudára Prisztást. A jogerős ítélet szerint Hatvani István végezte ki Prisztást, de az egyik vallomás az ismert szlovák bérgyilkos Jozef Roháč nevét említette elkövetőként (D. András által adott személyleírás is utóbbira illett). A jogerős ítélet után két évvel Jozef Roháč a tanúvallomásában magára vállalta a gyilkosságot.